# Christin Nichols

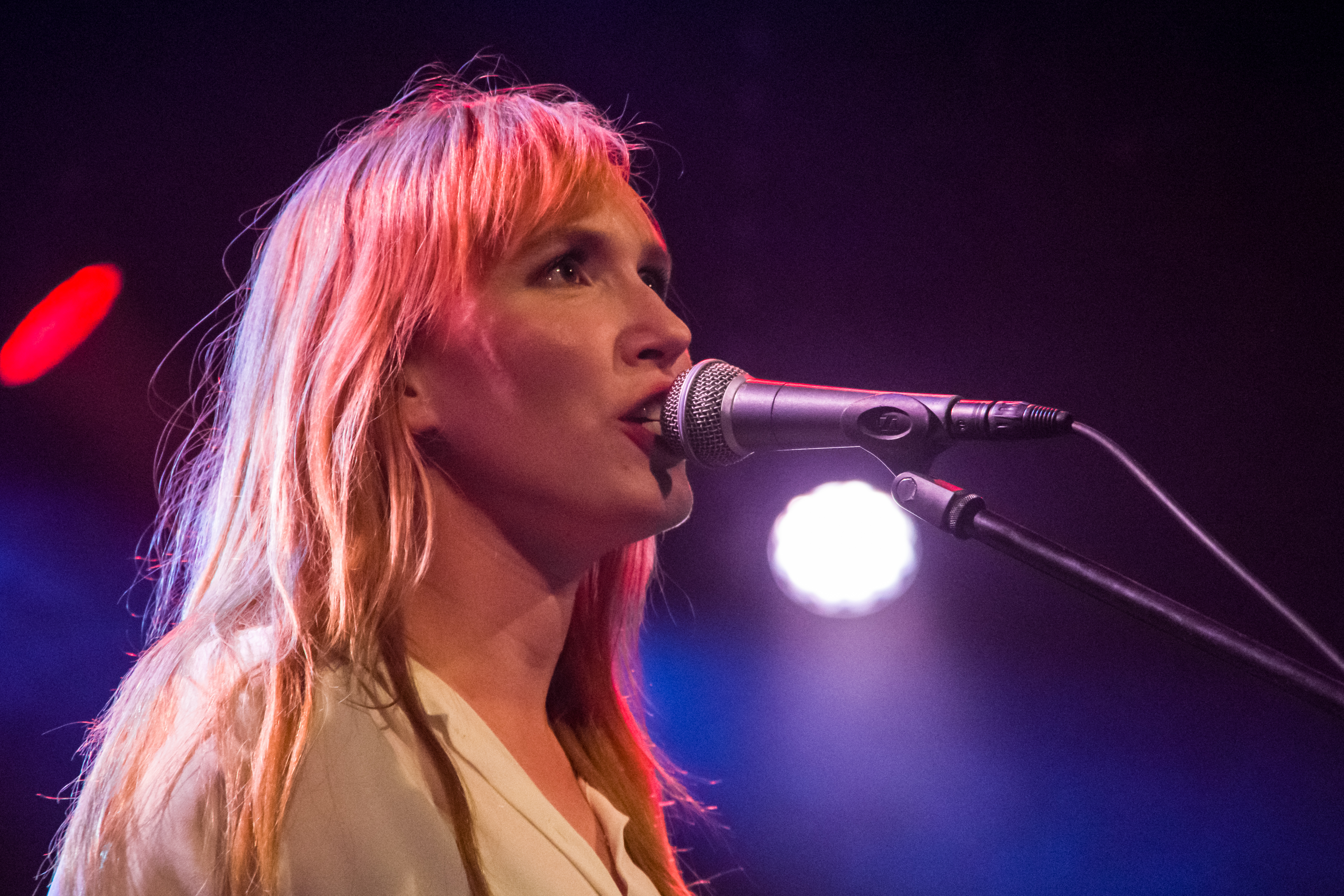
Christin Nichols, 2022

Christin Nichols (* 1986 in Bünde) ist eine deutsch-britische Schauspielerin und Musikerin.

## Leben
Christin Nichols wuchs in Spanien auf und begann im Alter von vier Jahren mit einer Ballettausbildung. Nach Ablegen des Abiturs am Gymnasium am Markt in Bünde absolvierte sie von 2009 bis 2013 die Hochschule für Schauspielkunst Ernst Busch in Berlin. Im Anschluss war sie ab 2014 Ensemblemitglied am Renaissance-Theater und dem Berliner Ensemble. Engagements führten sie zudem an die Volksbühne Berlin und das Grips-Theater. Am Schauspiel Leipzig war sie in der Adaption von Michail Bulgakows Roman Der Meister und Margarita und in dem Drama Süßer Vogel Jugend von Tennessee Williams zu sehen.
Als Musikerin ist Christin Nichols ebenfalls erfolgreich. Ihr erstes Album „I´m fine“ (2022) hat in der Presse von ZEIT Online, Spiegel, Süddeutsche Zeitung bis hin zu Editorials in der Brigitte, der Vogue und der Cosmopolitan Anerkennung gefunden. Das Album „Rette sich, wer kann“ mit features u. a. mit Fatoni erschien am 22. März 2024. Der Rolling Stone bezeichnet sie daraufhin als neue deutsche Indie-Rock Hoffnung, der Tagesspiegel schreibt „Ein Meisterwerk“. Nichols trat 2025 beim Rock am Ring und bei Rock im Park auf. Seit 2025 ist die Künstlerin bei PIAS Germany unter Vertrag.
Christin Nichols wirkte in einigen Film- und Fernsehproduktionen mit. Aus Film und TV kennt man sie u. a. als durchgehende Hauptrolle der Serie All you need in der ARD (2021–2022), Mapa (2020–2022) auf Joyn, Ein starkes Team (2021), Dr. Nice im ZDF (2024), dem Grimme Preis ausgezeichnete Format „Szene Report“ (2023) uvm. Darunter befanden sich auch die Spielfilme Beat Beat Heart, Fucking Berlin (beide 2016) und Lucky Loser – Ein Sommer in der Bredouille (2017) sowie Auftritte in Folgen von Die Eifelpraxis und Tatort sowie Die Kanzlei.  Im Jahr 2021 verkörperte Christin Nichols in der Episode Marie Brand und die Leichen im Keller aus der Fernsehreihe Marie Brand mit der Figur der „Nelly Herforth“ eine Hauptrolle. Auch in dem Fernsehfilm Haifischbecken aus der Fernsehreihe Friesland stellte sie mit der Rolle der „Rieke Holsten“ eine Hauptfigur dar. Christin Nichols spielt seit 2024 die durchgehende Rolle der Miriam Wallner in der ZDF-Serie Lena Lorenz. Als Schauspielerin wird sie von der Agentur Birnbaum vertreten.
Zudem ist sie Synchronsprecherin für Filme und Dokumentationen (u. a. Arte, 3Sat etc.) sowie Werbung u. a. LIDL Crivit, Immobilien Scout24 etc. tätig.
Christin Nichols ist mit dem PR-Manager Jan Nichols verheiratet und lebt in Berlin.

## Filmografie (Auswahl)
- 2013: Inside WikiLeaks – Die fünfte Gewalt
- 2014: Rebecca (Kurzfilm)
- 2015: Besuch für Emma (Fernsehfilm)
- 2015, 2021: SOKO Wismar (Fernsehserie, verschiedene Rollen, 2 Folgen)
- 2016: Beat Beat Heart
- 2016: Fucking Berlin
- 2017: Lucky Loser – Ein Sommer in der Bredouille
- 2018: Der Mordanschlag (Fernsehzweiteiler)
- 2018: Deutschland 86 (Fernsehserie, Folge Le Cafard)
- 2019: Die Eifelpraxis: Körper und Geist (Fernsehreihe)
- 2019: Tatort: Das Leben nach dem Tod (Fernsehreihe)
- 2020: Fotoautomat Man
- 2020: Mapa (Fernsehserie)
- 2020: Kroymann (Fernsehserie, Folge 12)
- 2021: Marie Brand und die Leichen im Keller (Fernsehreihe)
- 2021: Friesland: Haifischbecken (Fernsehfilm)
- 2021–2022: All You Need (Fernsehserie)
- 2022: Ein starkes Team: Abgestürzt
- 2023: WatchMe – Sex sells (Fernsehserie, 6 Folgen)
- 2024: Notruf Hafenkante (Fernsehserie, 1 Folge)
- 2025: Die Kanzlei: Irre Zeiten (Fernsehserie)
- 2025: Lena Lorenz (Fernsehreihe, 6 Folgen)
- 2025: Dr. Nice: Alte Narben (Fernsehreihe)

## Diskografie (Alben)
- 2018: Prada Meinhoff – Prada Meinhoff[17]
- 2022: Christin Nichols – I´m fine[18]
- 2024: Christin Nichols – Rette sich, wer kann![19]